# Cantone di Fours
Il Cantone di Fours era una divisione amministrativa dell'arrondissement di Château-Chinon (Ville).
È stato soppresso a seguito della riforma complessiva dei cantoni del 2014, che è entrata in vigore con le elezioni dipartimentali del 2015.
Comprendeva i comuni di:
- Cercy-la-Tour
- Charrin
- Fours
- Montambert
- La Nocle-Maulaix
- Saint-Gratien-Savigny
- Saint-Hilaire-Fontaine
- Saint-Seine
- Ternant
- Thaix